# Diskuse o Mnichovské dohodě
Diskuse o Mnichovské dohodě se zabývají především otázkou, zda se místo přijetí Mnichovské dohody mělo Československo vojensky bránit.

## Vojenská příprava
Československo dokázalo během 5 dnů shromáždit 1 128 000 vojáků a bylo připraveno se bránit. Československá armáda jako celek na konflikt se soupeřem typu Německa nebyla a asi ani nemohla být připravena.[zdroj?] Německo obklopovalo Československo z velké části ze severu i z jihu a samozřejmě ze západu. Dle teorií některých historiků útok ze všech stran na západní polovinu státu by byl nejspíše zdrcující (což byl také jeden z argumentů, které padly při jednání o dohodě) a armáda by se musela pokusit stáhnout na Moravu, odkud by mohl být veden odpor maximálně po dobu několika týdnů. Díky členství v Malé dohodě a dlouhodobé přípravě byla armáda připravena na válku proti Maďarsku, které celou meziválečnou dobu otevřeně vystupovalo proti státům, které zabraly jeho bývalé území, nepočítalo se však se zhoršením situace s Německem.[zdroj?] Ke konci 30. let však začala být Malá dohoda již zjevně nefunkční; v Jugoslávii došlo k politickým turbulencím a zcela se změnila politická mapa.

### Vojsko
Československé jednotky vynikaly vysokou morálkou a schopností improvizace, to lze ovšem říci i o jejich německém protějšku. Mobilizačního rozkazu neuposlechlo zhruba 126 tisíc mužů, z toho 100 tisíc Němců. Polovina československých Němců tak mobilizačního rozkazu uposlechla. Samozřejmostí je, že jednotky, kde Němci sloužili, nebyly většinou dislokovány v kritických oblastech, nebo v první linii (obvykle týlové jednotky a zásobování). Překvapivě loajální se ukázali maďarští a rusínští odvedenci.
Britský vojenský atašé v Praze podplukovník H. C. T. Stronge na jaře 1938 odhadoval, že Československá armáda by v případě vypuknutí války mohla vzdorovat německému Wehrmachtu sama asi čtvrt roku, avšak s podporou Francie, Sovětského svazu a případně Spojeného království neomezeně dlouho. Také náčelník generálního štábu německých pozemních sil Ludwig Beck v té době soudil, že Wehrmacht není zatím na válku s Československem připraven, a pokud by se navíc do války zapojila Francie, skončil by střet pro třetí říši katastrofou.

### Pevnosti
Také nákladně budovaný systém pevností ještě nebyl zdaleka ukončen, často chyběly těžší zbraně, vybavenost protitankovými kanóny nebyla ani 50 %[zdroj?]. Není však pravdou obecně rozšířený omyl, že by nebyla opevněna hranice s bývalým Rakouskem. Zde se opevnění budovalo již od roku 1936 a bylo zde kompletně dobudovány stovky objektů.

### Letectvo
V porovnání s Německem byla největší nerovnováha v letectvu, které nebylo schopno obstát v bojích s technicky vyspělejší Luftwaffe. Nebyla vybudována kvalitní hlásná služba, německé Luftwaffe by se pravděpodobně podařilo proniknout do středu Čech dříve, než by československé stíhačky Avia B-534 stačily vzlétnout[zdroj?]. Nicméně navzdory použití starší koncepce dvojplošníků byly československé letouny v některých parametrech rovnocenné tehdejším německým Bf 109 (verze E), které ještě nebyly technicky zcela dokonalé (chybělo pancéřování a stroje měly slabou výzbroj). Avia B-534 německé stroje překonávala v obratnosti a stoupavosti. Naproti tomu byla ale výrazně pomalejší a měla zastaralou koncepci.

### Tanky
Německo mělo celkem 2500 tanků (hlavně PzKpfw I a PzKpfw II a asi 100 provozuschopných kusů PzKpfw III a PzKpfw IV). Československo disponovalo 350 tanky (dalších několik desítek bylo v září 1938 zabaveno z výroby pro export).
Německé lehké tanky PzKpfw I a PzKpfw II měly nízkou bojovou hodnotu (původně měly sloužit jako školní a cvičné). Různými technickými problémy, převážně s podvozkem ale trpěly i československé tanky LT vz. 34 a LT vz. 35. Proto byla v roce 1938 zadána zakázka na výrobu nových tanků LT vz. 38, které se později ukázaly jako nejlepší lehké tanky začátku války. Tanky LT vz. 34 byly v roce 1939 sešrotovány jako naprosto nevyhovující. Tanky LT vz. 38 se ale začaly vyrábět až v lednu 1939 a po okupaci zbytku ČSR si je německá armáda vyzvedla přímo v továrnách. Do možného konfliktu na podzim 1938 by zasáhnout tedy nemohly.

### Německé pochybnosti
Přestože Adolf Hitler dával přednost válce s Československem, aby mohl ukázat sílu Wehrmachtu, generálové tak rozhodní nebyli. K situaci se kriticky stavěl Heinz Guderian, Erich von Manstein i Fedor von Bock, který v tomto ohledu napsal zvláštní memorandum o velkých úskalích v případě napadení Československa. Podle Alberta Speera byl Hitler i jeho generálové zaskočeni silou československého opevnění po zabrání pohraničí.
Otázkou je i německá ekonomika, která se v září 1938 nacházela bezprostředně před státním bankrotem (v důsledku zbrojení, masivních výdajů na infrastrukturu atd.) a jen zabrání průmyslově bohatých Sudet a Křišťálová noc v listopadu téhož roku, zřejmě tento bankrot odvrátily.[zdroj⁠?!]

## Možnosti obrany
Dle historika Jana Tesaře by i přes očekávanou odvahu a bojovou rozhodnost Československé armády nemohla vojska společného státu dlouhodobě odolávat mnohem silnějšímu nepříteli. Nemohla okamžitě počítat s žádnou pomocí od SSSR, naopak musela počítat s tím, že Maďarsko a Polsko využijí jejího oslabení u svých hranic a pokusí se přiživit na německé kořisti, k čemuž posléze také došlo.
Ani wehrmacht nebyl plně připraven na válku tohoto typu, jednotky nebyly na plných stavech a stále probíhala postupná mobilizace.[zdroj?] Německá armáda ovšem byla stavěna na rychlé průniky tankových jednotek následovaných pěchotou a v případě války s ČSR by mohla koncentrovat síly na slabší místa ne zcela dobudovaného liniového systému opevnění, navíc měla německá armáda naprostou početní převahu v letectvu.
Diskuse o možnosti obrany budou pravděpodobně stále přetrvávat. Na jedné straně stojí přesvědčení, že díky kvalitě opevnění a odhodlanosti armády a národa bránit svou vlast byla možnost se ubránit. Na straně druhé názor, že jde pouze o „zbožné mýty o možnosti ubránit se“.

## Pomoc SSSR
Diskuse se vedou i o tom, nakolik reálná byla vojenská pomoc Sovětského svazu.
Sovětský svaz se ve spojenecké smlouvě mezi Československem, Francii a SSSR zavázal, že pomůže Československu v případě, že Československu pomůže Francie.
Přesun Rudé armády do Československa by ale musel směřovat přes území Polska či Rumunska. Přechod přes Polsko by byl zcela nemožný, protože Polsko samo bylo zainteresováno v anexi českého Těšínska, navíc vztahy mezi Polskem a SSSR byly od konce první světové války velmi napjaté (vzhledem k územním sporům a častým střetům). Rumunsko však bylo Československým partnerem v Malé dohodě, a přestože se SSSR mělo velmi napjaté vztahy (z důvodu dnešní Moldávie, která patřila v této době Rumunsku, ale současně si ji nárokoval SSSR), po Mnichovu umožnilo[zdroj?] přesun Rudé armádě koridorem v Besarábii letecky, nebo po železnici. Spojení přes Rumunsko by však znamenalo transport dlouhý a po tratích či cestách, které by nebyly využitelné pro transport většího množství techniky i lidí. Dříve než by sovětská armáda mohla účinně zasáhnout, bylo by pravděpodobně Československo obsazeno německou armádou.
Dle názoru Jana Tesaře byla pomoc SSSR reálná, ale prezident Beneš si ji nepřál. Beneš v tomto ohledu dotazoval 19. září 1938 sovětského velvyslance Alexandrovského: 1. Dostojí-li SSSR svým závazkům, dostojí-li jim Francie, 2. může-li Československo počítat s pomocí SSSR i pokud Francie svým závazkům odmítne dostát. Na první otázku dostal odpověď „jednoznačně ano“ a na druhou „obrátí-li se za takové situace ČSR na Společnost národů a ta se nadpolovičně postaví za Československo, pomůže okamžitě SSSR Československu i bez Francie.“